# Cryptomeigenia demylus
Cryptomeigenia demylus är en tvåvingeart som först beskrevs av Walker 1849.  Cryptomeigenia demylus ingår i släktet Cryptomeigenia och familjen parasitflugor. Inga underarter finns listade i Catalogue of Life.